# Pleše, Škofljica
Pleše este o localitate din comuna Škofljica, Slovenia, cu o populație de 45 de locuitori.